# Guvernul Vasile Sturdza (Iași)
Guvernul Vasile Sturdza (Iași) a fost un consiliu de miniștri care a guvernat Principatul Moldovei în perioada 17 ianuarie - 6 martie 1859, după Mica Unire, dar înaintea unirii administrative a Principatelor Române.

## Componență
- Președintele Consiliului de Miniștri

Vasile Sturdza (17 ianuarie - 6 martie 1859)
- Ministrul de interne

Vasile Sturdza (17 ianuarie - 6 martie 1859)
- Ministrul de externe

Vasile Alecsandri (17 ianuarie - 6 martie 1859)
- Ministrul finanțelor

Lascăr Rosetti (17 - 24 ianuarie 1859)
Grigore Balș (24 ianuarie - 6 martie 1859)
- Ministrul justiției

Manolache Costache Epureanu (17 ianuarie - 6 martie 1859)
- Ministrul cultelor

Constantin Rolla (17 ianuarie - 6 martie 1859)
- Ministrul de război

Colonel Constantin Milicescu (17 ianuarie - 6 martie 1859)
- Ministrul lucrărilor publice

Dimitrie Scarlat Miclescu (17 ianuarie - 6 martie 1859)

## Sursă
- Stelian Neagoe - "Istoria guvernelor României de la începuturi - 1859 până în zilele noastre - 1995" (Editura Machiavelli, București, 1995)

| Precedat(ă) de: - | Guvernul Vasile Sturdza (Iași) 17 ianuarie - 6 martie 1859 | Succedat(ă) de: Guvernul Ion Ghica (Iași) |